# Sierra Juárez
Pour les articles homonymes, voir Juárez.
Ne pas confondre avec la sierra de Juárez dans la péninsule de Basse-Californie.
La sierra Juárez est une formation montagneuse du Sud-Est du Mexique, située dans l'État d'Oaxaca. Aux environs se trouvent la sierra Mazateca et la sierra Mixe. Son point culminant est le cerro Pelón qui culmine à 3 270 m d'altitude.

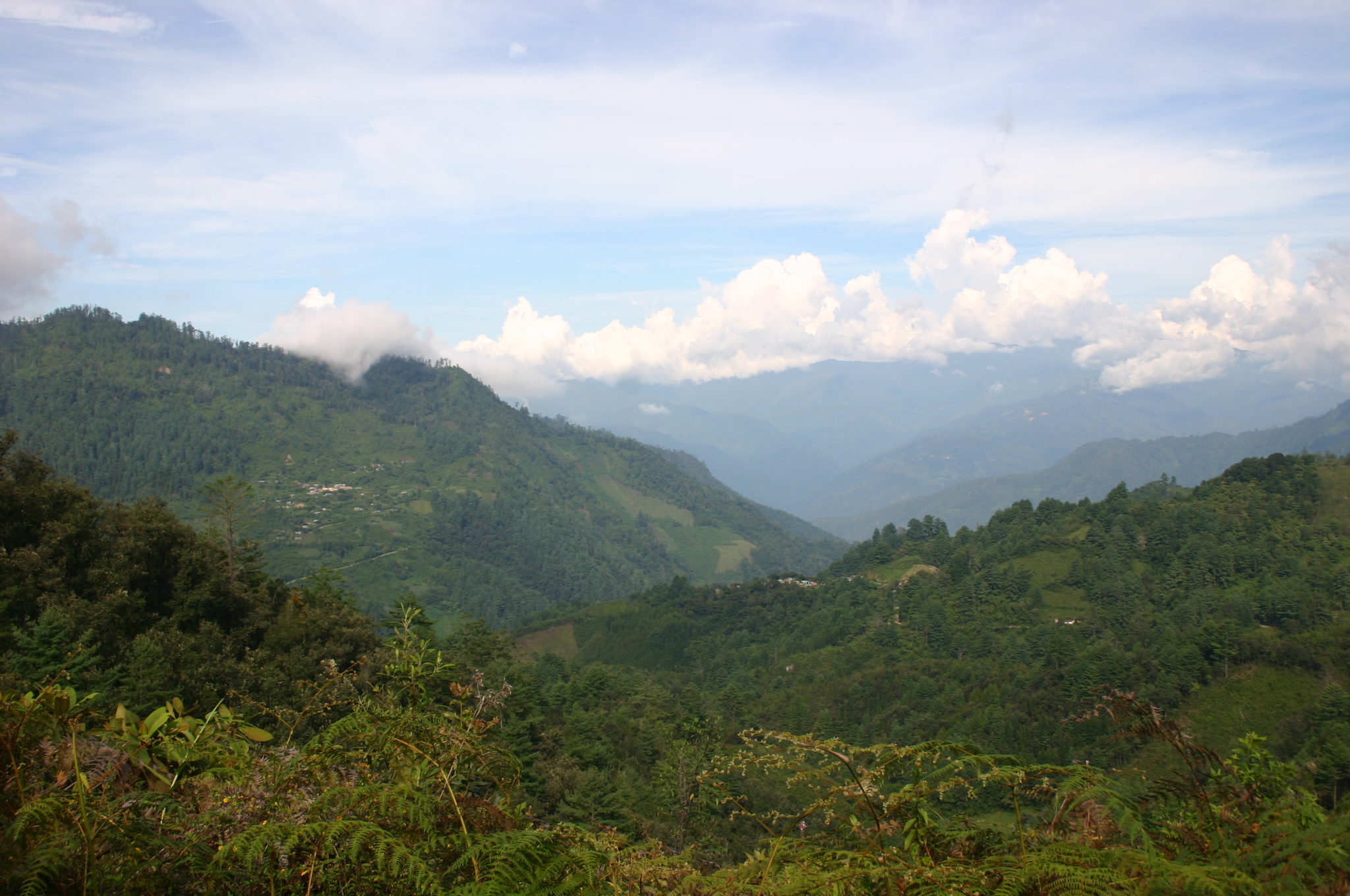
Vue de la sierra Juárez.